# Nuvem

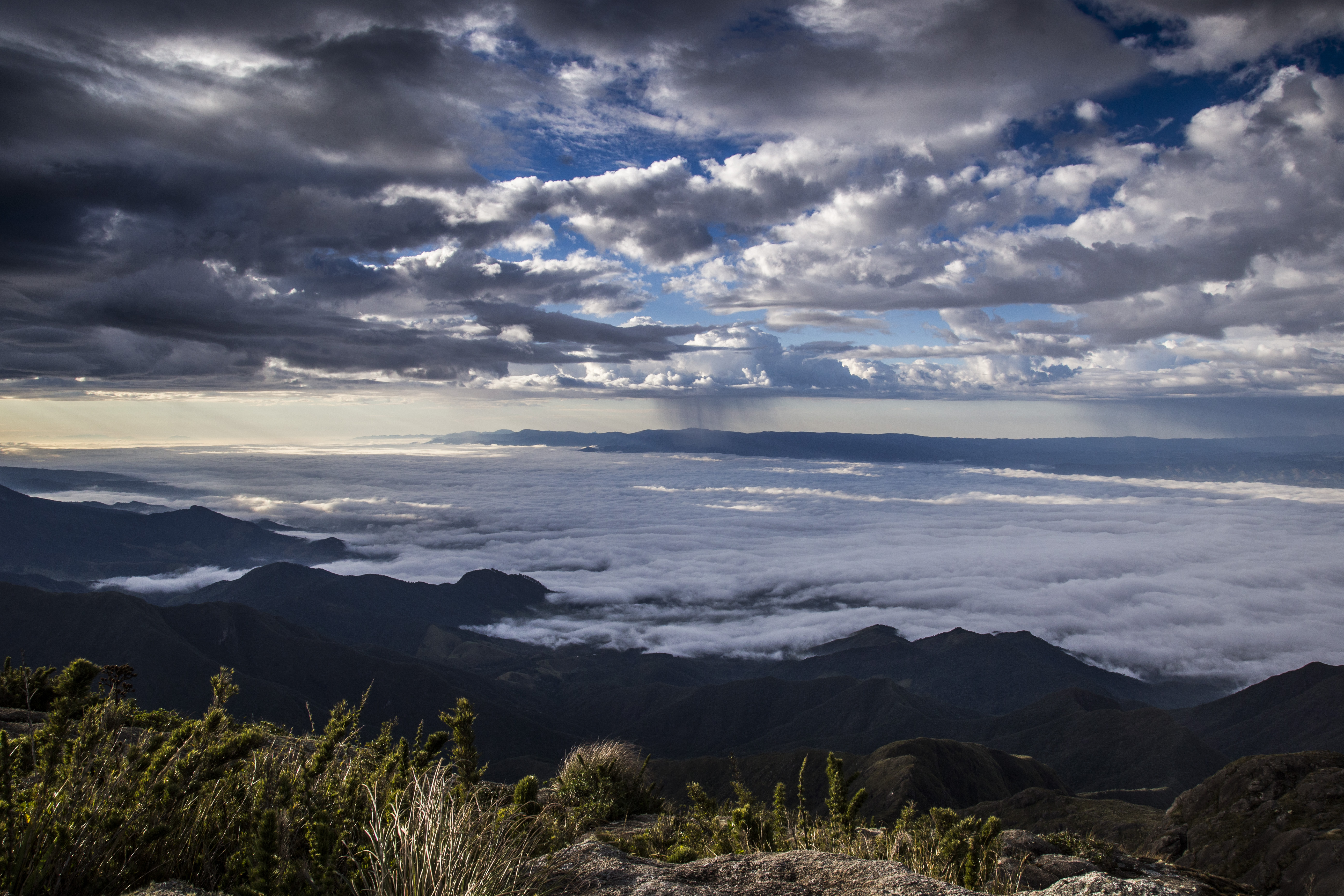
Nuvens Altocumulus (vista por baixo)

Nuvem (do latim nubes) é um conjunto visível de partículas diminutas de gelo ou água em seu estado líquido ou ainda de ambos ao mesmo tempo (mistas), que se encontram em suspensão na atmosfera, após terem se condensado ou liquefeito em virtude de fenómenos atmosféricos. A nuvem pode também conter partículas de água líquida ou de gelo em maiores dimensões e partículas procedentes, por exemplo, de vapores industriais, de fumaças ou de poeiras.
As nuvens apresentam diversas formas, que variam dependendo essencialmente da natureza, dimensões, número e distribuição espacial das partículas que a constituem e das correntes de ventos atmosféricos. A forma e cor da nuvem depende da intensidade e da cor da luz que a nuvem recebe, bem como das posições relativas ocupadas pelo observador e da fonte de luz (sol, lua, raios) em relação à nuvem.
O estudo das nuvens é chamado nefologia e seu catálogo de classificações é definido pelo Atlas Internacional das Nuvens, regulado atualmente pela Organização Meteorológica Mundial.

## História da ciência das nuvens e sua nomenclatura

### Aristóteles
Estudos de nuvens antigas não foram feitos isoladamente, mas foram observados em combinação com outros elementos climáticos e até mesmo outras ciências naturais. Por volta de 340 a.C, o filósofo grego Aristóteles escreveu Meteorologia, obra que representava a soma do conhecimento da época sobre as ciências naturais, incluindo o tempo e o clima. Pela primeira vez, a precipitação e as nuvens de onde vinha a precipitação foram chamadas de meteoros, que se originou da palavra grega meteoros, que significa 'alto no céu'. Dessa palavra surgiu o termo moderno meteorologia, o estudo das nuvens e do clima. A Meteorologia se baseava na intuição e na observação simples, mas não no que hoje é considerado o método científico. No entanto, foi o primeiro trabalho conhecido que tentou tratar uma ampla gama de tópicos meteorológicos de forma sistemática, especialmente o ciclo hidrológico.

### Primeira classificação abrangente
Após séculos de teorias especulativas sobre a formação e o comportamento das nuvens, os primeiros estudos verdadeiramente científicos foram realizados por Luke Howard na Inglaterra e Jean-Baptiste Lamarck na França. Howard era um observador metódico com um forte embasamento na língua latina, e usou sua experiência para classificar os vários tipos de nuvens troposféricas durante 1802. Ele acreditava que as formas mutáveis de nuvens no céu poderiam abrir a chave para a previsão do tempo. Lamarck havia trabalhado de forma independente na classificação de nuvens no mesmo ano e surgiu com um esquema de nomenclatura diferente que não impressionou nem mesmo em seu país natal, a França, porque usava nomes franceses incomuns para os tipos de nuvem. Seu sistema de nomenclatura incluía 12 categorias de nuvens, com nomes como (traduzido do francês) nuvens nebulosas, nuvens manchadas e nuvens semelhantes a vassouras. Em contraste, Howard usou o latim universalmente aceito, que pegou rapidamente depois de ser publicado em 1803. Como um sinal da popularidade do esquema de nomenclatura, o dramaturgo e poeta alemão Johann Wolfgang von Goethe compôs quatro poemas sobre nuvens, dedicando-os a Howard. Uma elaboração do sistema de Howard foi finalmente adotada formalmente pela Conferência Meteorológica Internacional em 1891. Este sistema cobria apenas os tipos de nuvens troposféricas, mas a descoberta de nuvens acima da troposfera durante o final do século 19 eventualmente levou à criação de esquemas de classificação separados usando nomes comuns para essas nuvens muito altas, que ainda eram amplamente semelhantes a algumas formas de nuvem identificadas na troposfera.

## Constituição das nuvens

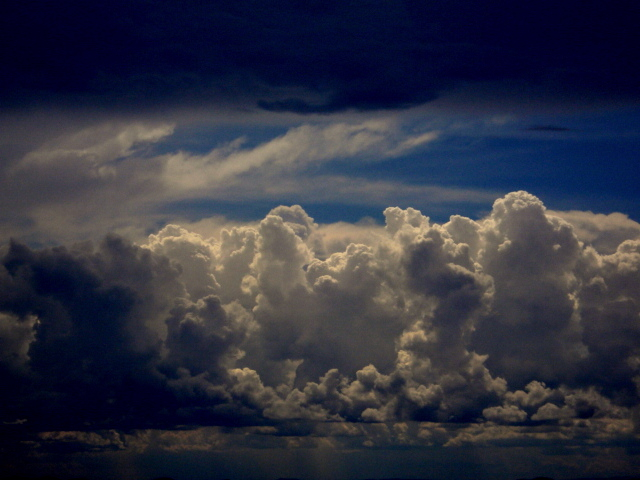

As nuvens são constituídas por gotículas de água condensada, oriunda da evaporação da água na superfície do planeta, ou cristais de gelo que se formam em torno de núcleos microscópicos, geralmente de poeira suspensa na atmosfera.
Após formadas, as nuvens podem ser transportadas pelo vento, tanto no sentido ascendente quanto descendente. Quando a nuvem é forçada a se elevar ocorre um resfriamento e as gotículas de água podem ser total ou parcialmente congeladas. Quando os ventos forçam a nuvem para baixo ela pode se dissipar pela evaporação das gotículas de água. A constituição da nuvem depende, então, de sua temperatura e altitude, podendo ser constituídas por gotículas de água e cristais de gelo ou, exclusivamente, por cristais de gelo em suspensão no ar úmido.

## Formação de nuvens na homosfera

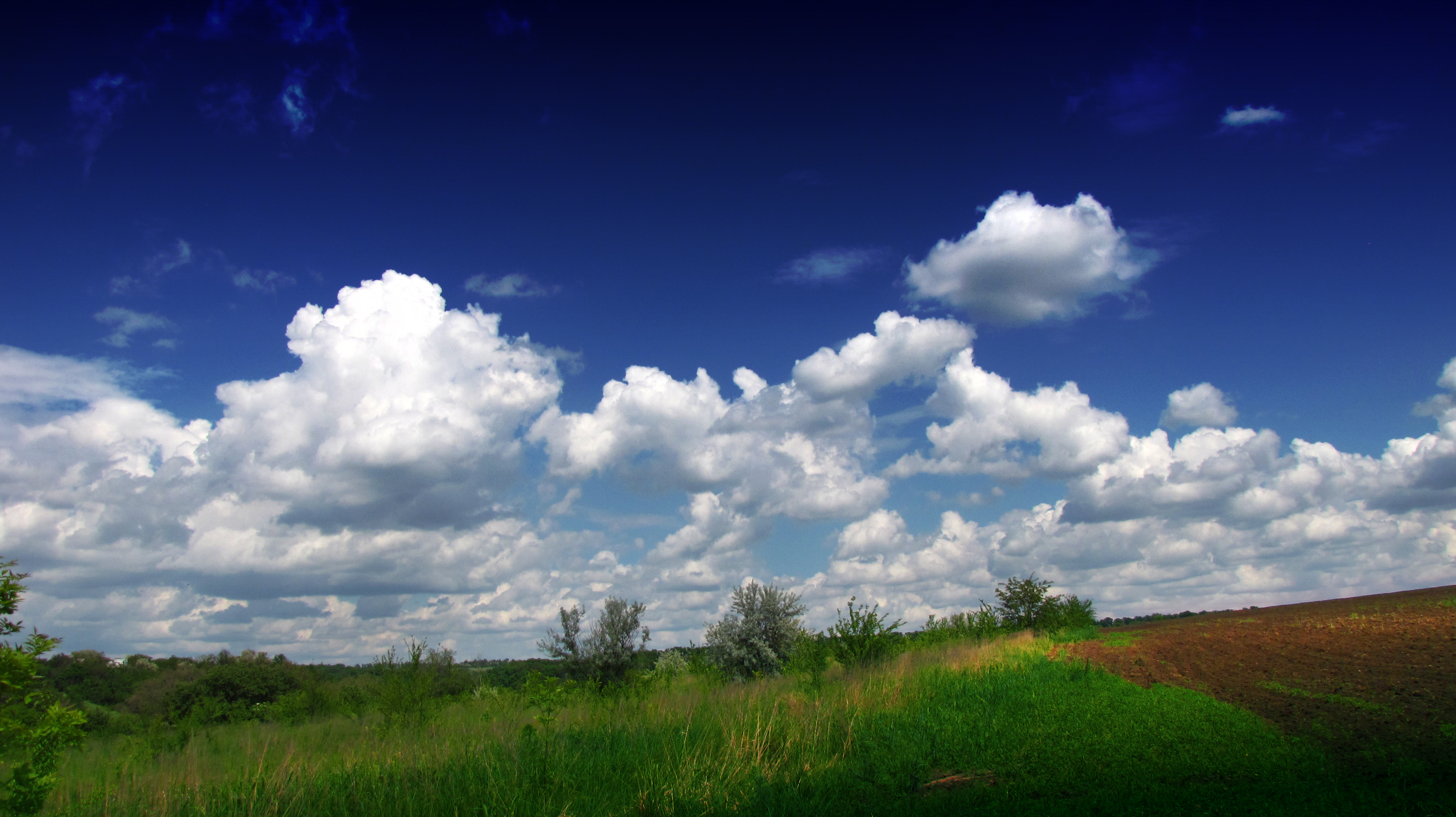
Nuvens cumulus em maio

As nuvens terrestres podem ser encontradas em quase toda a homosfera, que inclui a troposfera, a estratosfera e a mesosfera. Dentro dessas camadas da atmosfera, o ar pode se tornar saturado como resultado de ser resfriado ao seu ponto de orvalho ou por ter adicionado umidade de uma fonte adjacente. Neste último caso, a saturação ocorre quando o ponto de orvalho é elevado à temperatura do ar ambiente.

### Resfriamento adiabático
O resfriamento adiabático ocorre quando um ou mais dos três agentes de elevação possíveis - convectivo, ciclônico / frontal ou orográfico - fazem com que uma parcela de ar contendo vapor d'água invisível suba e resfrie até seu ponto de orvalho, a temperatura na qual o ar se torna saturado. O principal mecanismo por trás desse processo é o resfriamento adiabático. À medida que o ar é resfriado até seu ponto de orvalho e fica saturado, o vapor d'água normalmente se condensa para formar gotas de nuvem. Essa condensação normalmente ocorre em núcleos de condensação de nuvem, como partículas de sal ou poeira, que são pequenas o suficiente para serem mantidas no alto pela circulação normal do ar.
Um agente é o movimento convectivo do ar para cima, causado pelo aquecimento solar diurno ao nível da superfície. A instabilidade da massa de ar permite a formação de nuvens cumuliformes que podem produzir chuvas se o ar for suficientemente úmido. Em ocasiões moderadamente raras, a elevação convectiva pode ser poderosa o suficiente para penetrar na tropopausa e empurrar o topo da nuvem para a estratosfera.
A sustentação frontal e ciclônica ocorre quando o ar estável é forçado para cima nas frentes climáticas e em torno dos centros de baixa pressão por um processo denominado convergência. Frentes quentes associadas a ciclones extratropicais tendem a gerar nuvens principalmente cirriformes e estratiformes em uma área ampla, a menos que a massa de ar quente que se aproxima seja instável, caso em que cúmulos congestos ou nuvens cúmulos-nimbos geralmente estão embutidos na principal camada de nuvens precipitantes. As frentes frias geralmente se movem mais rapidamente e geram uma linha mais estreita de nuvens, que são principalmente estratocumuliformes, cumuliformes ou cumulonimbiformes, dependendo da estabilidade da massa de ar quente logo à frente da frente.

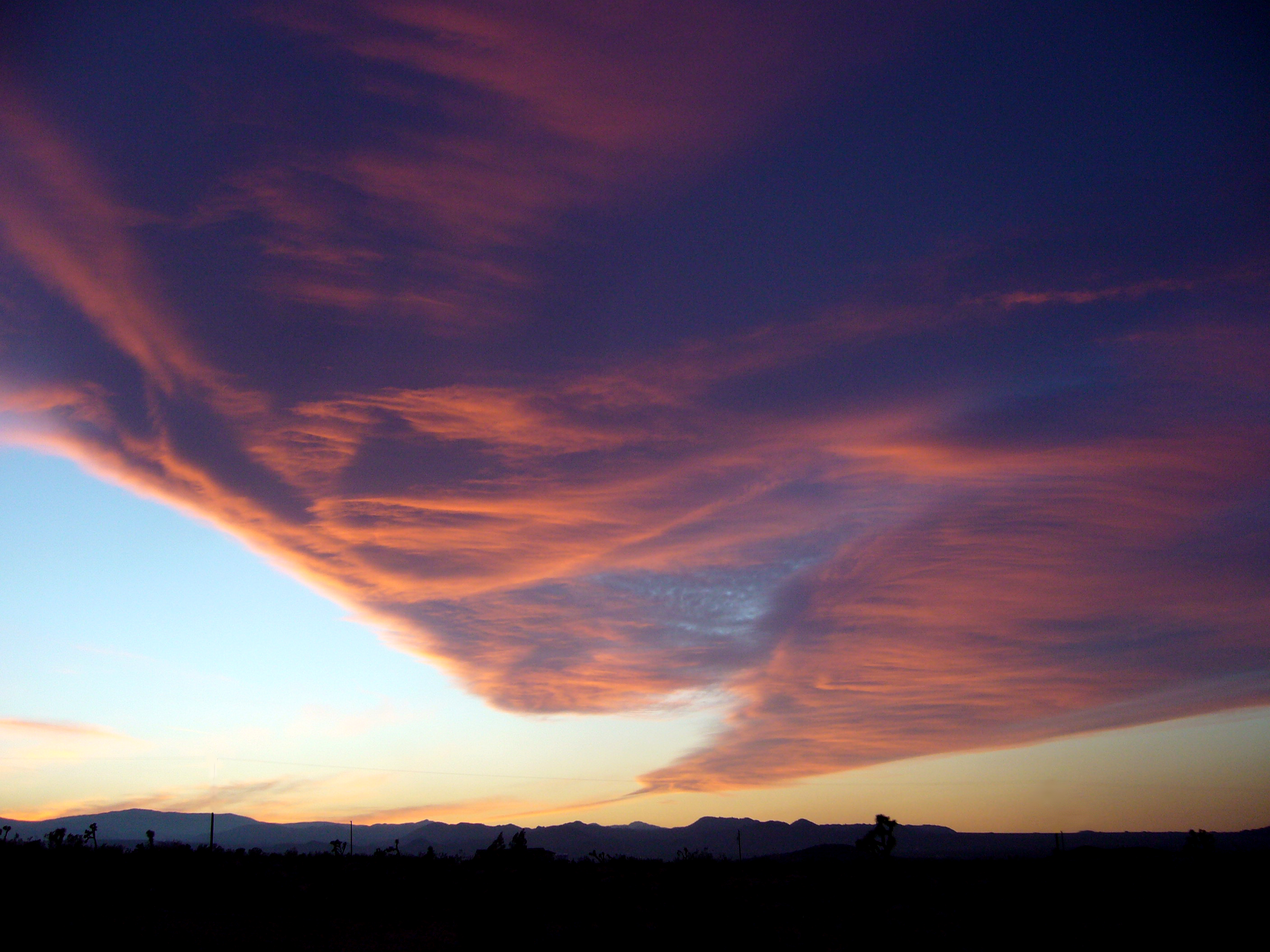
O crepúsculo da noite com vento reforçado pelo ângulo do Sol pode imitar visualmente um tornado resultante de elevação orográfica

Uma terceira fonte de sustentação é a circulação do vento, forçando o ar sobre uma barreira física, como uma montanha (elevação orográfica). Se o ar é geralmente estável, nada mais do que nuvens lenticulares se formam. No entanto, se o ar ficar suficientemente úmido e instável, podem ocorrer chuvas orográficas ou trovoadas.

### Resfriamento não adiabático
Junto com o resfriamento adiabático que requer um agente de elevação, existem três mecanismos não adiabáticos principais para baixar a temperatura do ar até seu ponto de orvalho. O resfriamento condutivo, radiativo e evaporativo não requer mecanismo de levantamento e pode causar condensação no nível da superfície, resultando na formação de nevoeiro.

### Adicionando umidade ao ar
Várias fontes principais de vapor d'água podem ser adicionadas ao ar como forma de atingir a saturação sem qualquer processo de resfriamento: água ou solo úmido, precipitação ou virga e transpiração das plantas.

### Tabela de classificação cruzada
A tabela a seguir é muito ampla. Ele se baseia em vários métodos de classificação de nuvens, tanto formais quanto informais, usados em diferentes níveis da homosfera da Terra por várias autoridades citadas. Apesar de algumas diferenças na nomenclatura, os esquemas de classificação vistos neste artigo podem ser combinados usando uma classificação cruzada informal de formas físicas e níveis de altitude para derivar os 10 gêneros troposféricos, o nevoeiro e a neblina que se formam no nível da superfície e vários outros principais tipos acima da troposfera. O gênero cumulus inclui quatro espécies que indicam o tamanho vertical e a estrutura que pode afetar as formas e os níveis. Esta tabela não deve ser vista como uma classificação estrita ou singular, mas como uma ilustração de como os vários tipos principais de nuvens estão relacionados entre si e definidos por meio de uma gama completa de níveis de altitude da superfície da Terra até a "borda do espaço".
| Formas e alturas                              | Estratiformes não convectivas              | Cirriformes principalmentes não convectivas | Estratocumuliformes convectivas limitadas | Cumuliformes livremente convectivas | Cumulonimbiformes convectivas fortes |
| --------------------------------------------- | ------------------------------------------ | ------------------------------------------- | ----------------------------------------- | ----------------------------------- | ------------------------------------ |
| Extremamente altas                            | Nuvens mesosféricas polares e Noctilucente |                                             |                                           |                                     |                                      |
| Muito altas                                   | Nuvem estratosférica polar                 | Cirriforme                                  | Lenticular                                |                                     |                                      |
| Altas                                         | Cirrostratus                               | Cirrus                                      | Cirrocumulus                              |                                     |                                      |
| Médias                                        | Altostratus                                |                                             | Altocumulus                               |                                     |                                      |
| Baixas                                        | Stratus                                    |                                             | Stratocumulus                             | Cumulus humilis ou Cumulus fractus  |                                      |
| Desenvolvimento vertical médio ou multi-nível | Nimbostratus                               |                                             |                                           | Cumulus                             |                                      |
| Grandes desenvolvimentas vertical             |                                            |                                             |                                           | Cumulus congestus                   | Cumulonimbus                         |
| Nível da superfície                           | Nevoeiro ou Neblina                        |                                             |                                           |                                     |                                      |

## Classificação

### Quanto ao aspecto

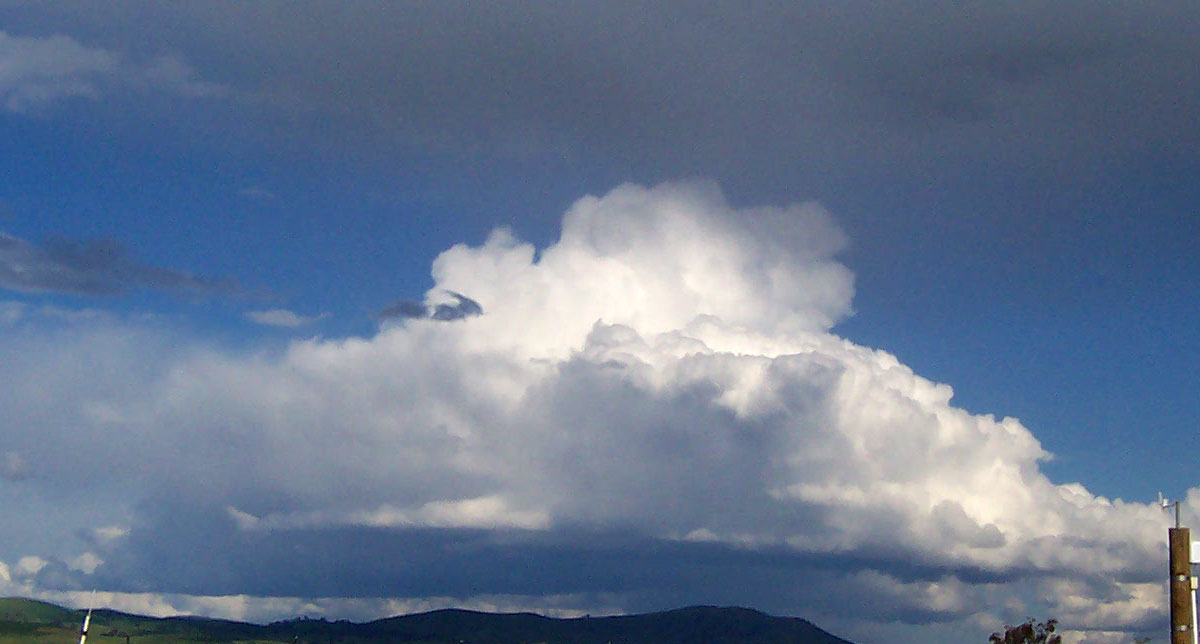
Cumulonimbus

- Estratiformes - nuvens de desenvolvimento horizontal, cobrindo grande área; apresentam pouca espessura; dão origem a precipitação de caráter leve e contínuo.
- Estratocumuliformes - nuvens de desenvolvimento horizontal, sob a forma de rolos ou ondulações.
- Cumuliformes e cumulonimbiformes - nuvens de desenvolvimento vertical, em grande extensão; surgem isoladas; dão origem a precipitação forte, em pancadas e localizadas.[22]
- Cirriformes - nuvens de desenvolvimento horizontal. São fibrosas, de aspecto frágil e ocupam as altas atmosferas. São formadas por cristais de gelo minúsculos e não dão origem a precipitação; porém elas são fortes indicativos de precipitação.

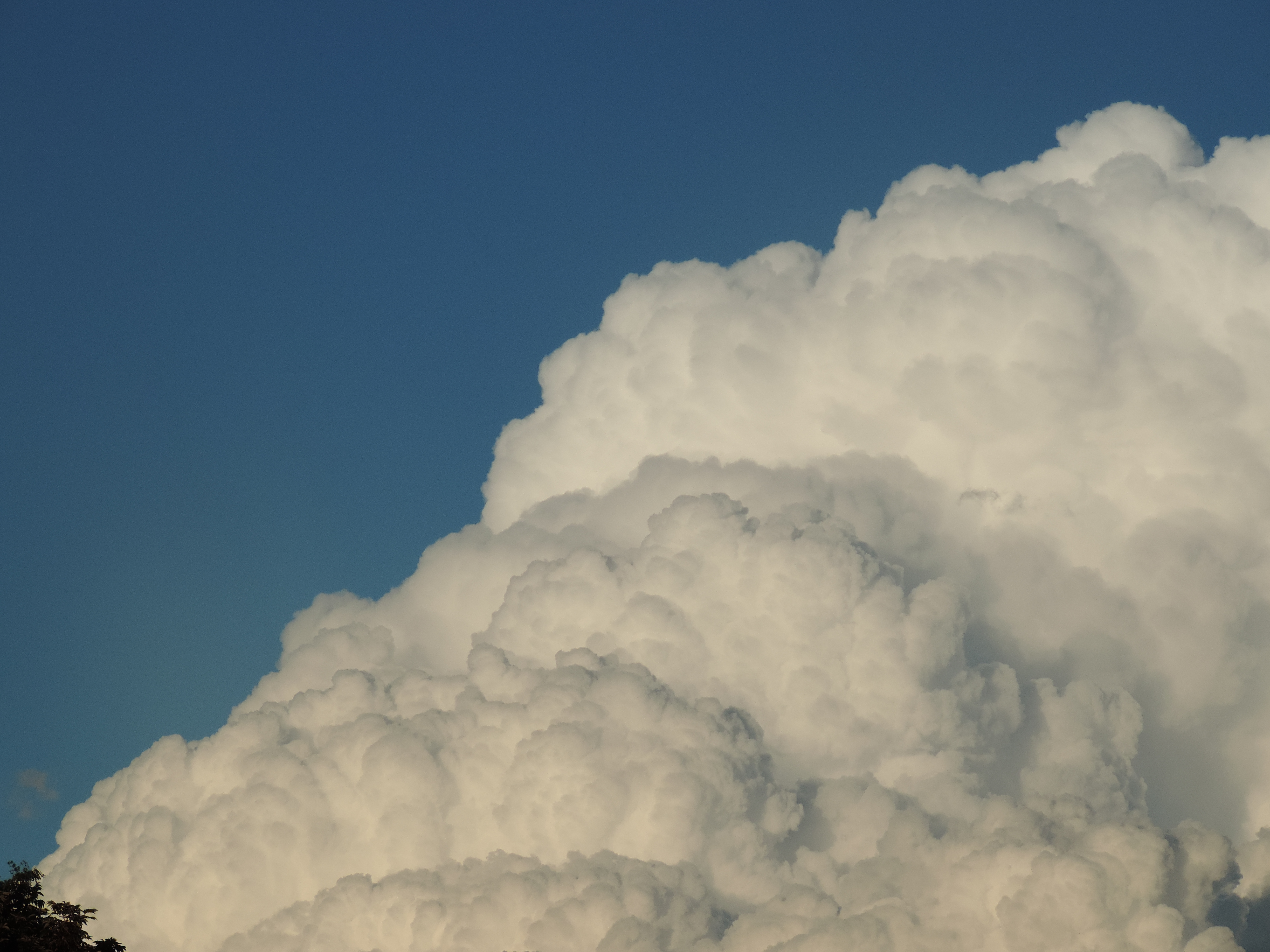
Cumulus congestus

### Quanto à constituição
- Sólidas - Podendo conter gelo até mesmo de tamanho elevado, chegando a pesar 1 tonelada, se em nuvens chamadas de negras ou tremulas.
- Líquidas - constituídas basicamente por gotículas de água.
- Mistas - constituídas tanto por gotículas de água quanto cristais de gelo.

### Quanto ao estágio (altura)
De acordo com o Atlas Internacional de Nuvens da OMM (Organização Meteorológica Mundial) existem três estágios ou grupo de alturas de nuvens:
- Altas - base acima de 6 km de altura - constituídas por nuvens sólidas.
- Médias - base entre 2 e 4 km de altura nos polos, entre 2 e 7 km em latitudes médias, e entre 2 e 8 km no equador - podem ser nuvens líquidas ou mistas.
- Baixas - base até 2 km de altura - constituídas de nuvens líquidas.  Nuvens baixas a médias verticalmente desenvolvidas, podem alcançar altitudes de cerca de 3 km.

## Classificação de nuvens

### Altas: Cirriformes, estratocumuliformes e estratiformes

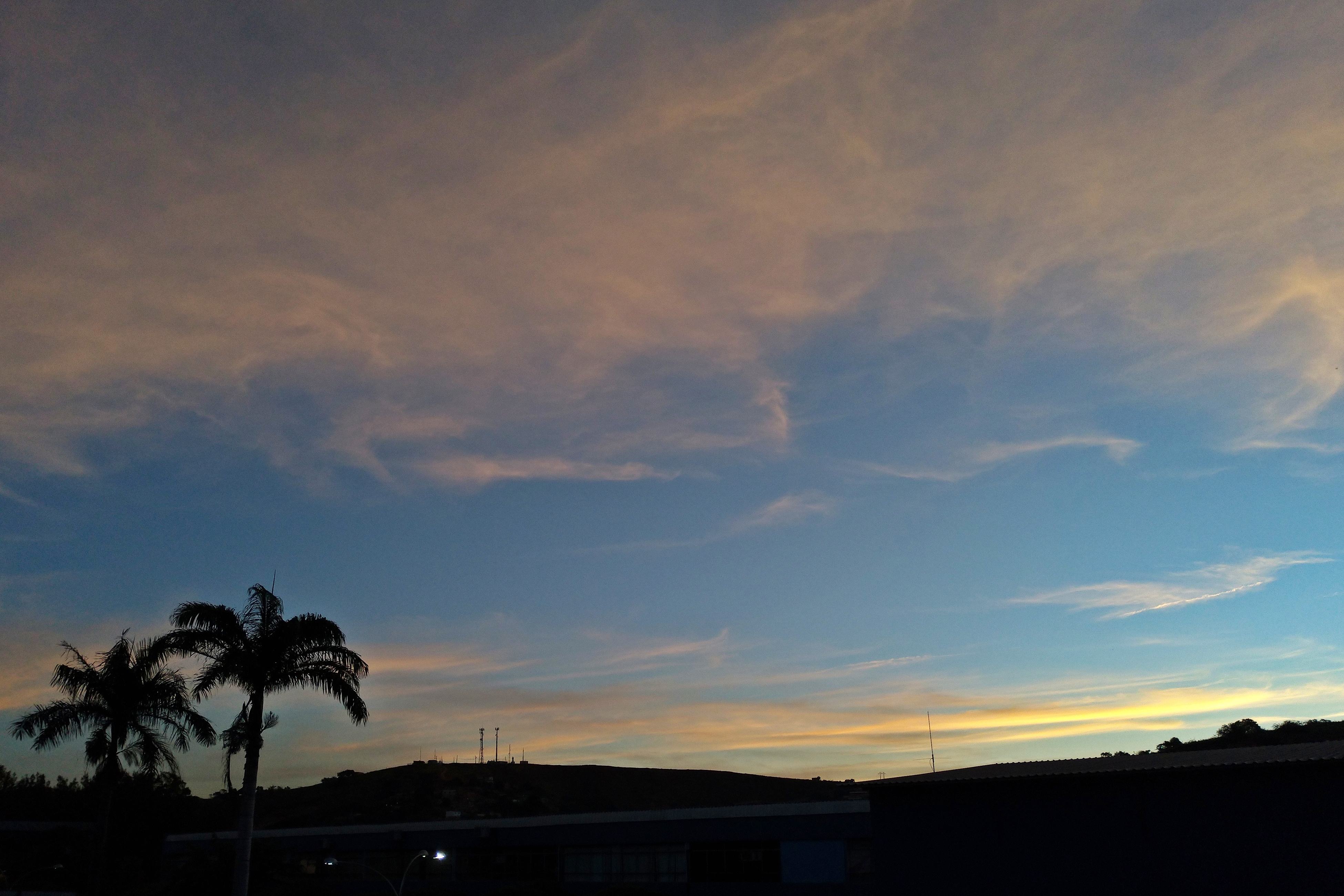
Nuvens cirrus ao final da tarde

- Cirrus (Ci): aspecto delicado, sedoso ou fibroso, cor branca brilhante. Ficam a 8 mil metros de altitude, numa temperatura a 0 °C. Por isso são constituídas de microscópicos cristais de gelo.
- Cirrocumulus (Cc): delgadas, agrupam-se num padrão regular. São compostas de elementos extremamente pequenos e em forma de grãos e rugas. Servem para indicar a base de corrente de jato e turbulência.
- Cirrostratus (Cs): em forma de um véu quase transparente, fino e esbranquiçado, que não oculta o sol ou a lua, e por isso dão origem ao fenômeno de halo (fotometeoro). Localizam-se logo abaixo dos Cirrus e também são formados por cristais de gelo.

### Médias: Estratiformes e estratocumuliformes
- Altostratus (As): camadas cinzentas ou azuladas, muitas vezes associadas a altocumulus; são compostas de gotículas superesfriadas e cristais de gelo; não formam halo, pois encobrem o sol de modo a "filtrar" sua luz; dão origem a precipitação leve e contínua.
- Altocumulus (Ac): lençol ou camada de nuvens brancas ou cinzentas, tendo geralmente sombras próprias. Constituem o chamado "céu encarneirado".

### Baixas: Estratiformes e estratocumuliformes
- Stratus (St): muito baixas, em camadas uniformes e suaves, cor cinza; coladas à superfície são o nevoeiro; apresentam topo uniforme (ar estável) e produzem chuvisco (garoa). Quando se apresentam fraccionadas são chamadas fractostratus (Fs).
- Stratocumulus (Sc): lençol contínuo ou descontínuo, de cor cinza ou esbranquiçada, tendo sempre partes escuras. Quando em voo, há turbulência dentro da nuvem.

### Desenvolvimento vertical médio: Estratiformes e cumuliformes
- Nimbostratus (Ns): aspecto amorfo, base difusa e baixa, muito espessa, escura ou cinzenta; produz precipitação intermitente e mais ou menos intensa.
- Cumulus (Cu): contornos bem definidos, assemelham-se a couve-flor; máxima frequência sobre a terra de dia e sobre a água de noite. Podem ser orográficas ou térmicas (convectivas); apresentam precipitação em forma de pancadas; correntes convectivas. Quando se apresentam fraccionadas são chamadas fractocumulus (Fc), que são de alturas baixas. As muito desenvolvidas são chamadas cumulus congestus, que são grande desenvolvimento vertical. São sinal de bom tempo.

### Grande desenvolvimento vertical: Cumulonimbiformes
- Cumulonimbus (Cb): nuvem de trovoada; base entre 600 e 2 000 m, com topos chegando a 12 e 15 km de altura, sendo a média entre 4 e 9 km; são formadas por gotas d'água, cristais de gelo, gotas superesfriadas, flocos de neve e granizo. Se apresentarem forma de bigorna, são Cumulonimbus Incus: o topo apresenta expansão horizontal devido aos ventos superiores, lembrando a forma de uma bigorna de ferreiro, e é formado por cristais de gelo, sendo nuvens do tipo Cirrostratus (Cs).

## Extraterrestre

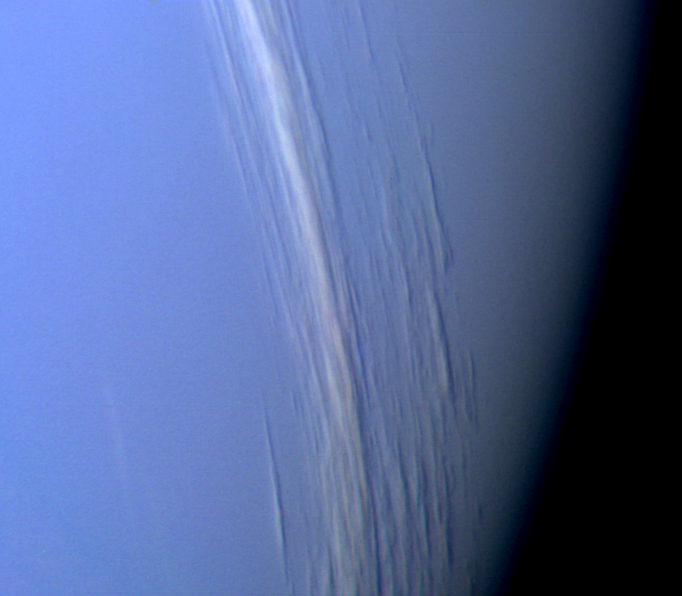
Nuvens de Netuno

A cobertura de nuvens foi vista na maioria dos outros planetas do Sistema Solar. As nuvens espessas de Vênus são compostas de dióxido de enxofre (devido à atividade vulcânica) e parecem ser quase inteiramente estratiformes. Elas são dispostas em três camadas principais em altitudes de 45 a 65 km, que obscurecem a superfície do planeta e podem produzir virga. Nenhum tipo cumuliforme incorporado foi identificado, mas as formações de ondas estratocumuliformes quebradas às vezes são vistas na camada superior, revelando nuvens de camadas mais contínuas por baixo. Em Marte, noctilucente, cirrus, cirrocumulus e stratocumulus compostos de água gelada foram detectados principalmente perto dos polos. Névoa gelada também foi detectada em Marte.
Tanto Júpiter quanto Saturno têm um conjunto externo de nuvens cirriformes composto de amônia, uma camada de neblina estratiforme intermediária feita de hidrossulfeto de amônio e um conjunto interno de nuvens de água cúmulos. Cumulonimbus incorporados são conhecidos por existirem perto da Grande Mancha Vermelha em Júpiter. Os mesmos tipos de categoria podem ser encontrados cobrindo Urano e Netuno, mas são todos compostos de metano. A lua de Saturno Titã tem cirros que se acredita serem compostos principalmente de metano. A missão Saturno Cassini-Huygens descobriu evidências de nuvens estratosféricas polares e um ciclo de metano em Titã, incluindo lagos perto dos polos e canais fluviais na superfície da lua.
Alguns planetas fora do Sistema Solar são conhecidos por terem nuvens atmosféricas. Em outubro de 2013, a detecção de nuvens opticamente espessas de alta altitude na atmosfera do exoplaneta Kepler-7b foi anunciada, e, em dezembro de 2013, nas atmosferas de GJ 436 b e GJ 1214 b.